# توشیده
توشیده یک کوه در چاد است که در تیبستی واقع شده‌است. توشیده ۳٬۲۶۵ متر بالاتر از سطح دریا واقع شده‌است.